# 世界在跳躍/灼熱
「世界在跳躍／灼熱」（日语：世界は踊る／灼熱）是BREAKERZ的第2張單曲。2008年9月24日由ZAIN RECORDS發售。

## 收錄曲
1. 世界は踊る
  - 作詞・作曲：AKIHIDE / 編曲：BREAKERZ / ストリングスアレンジ：AKIHIDE・池田大介
2. 灼熱
  - 作詞：DAIGO / 作曲：SHINPEI / 編曲：BREAKERZ

BULL ZEICHEN 88的貝斯手Ikuo和永井利光嘉賓迎接。

## 音樂合作
- 日本電視台系「音樂戰士 MUSIC FIGHTER」9月度結尾曲（#1）
- 東宝東和配給電影「刺客聯盟」日本語配音版結尾曲（#2）
- 東京電視台「PVTV」9月度主題曲（#2）
- 千葉電視台「MU-GEN」9月度主題曲（#2）
- 科樂美「Dance Dance Revolution X」收錄曲

## 收錄專輯
- BIG BANG!（#1,2）
- BREAKERZ BEST 〜SINGLE COLLECTION〜（#1,2）